# Marco Rota

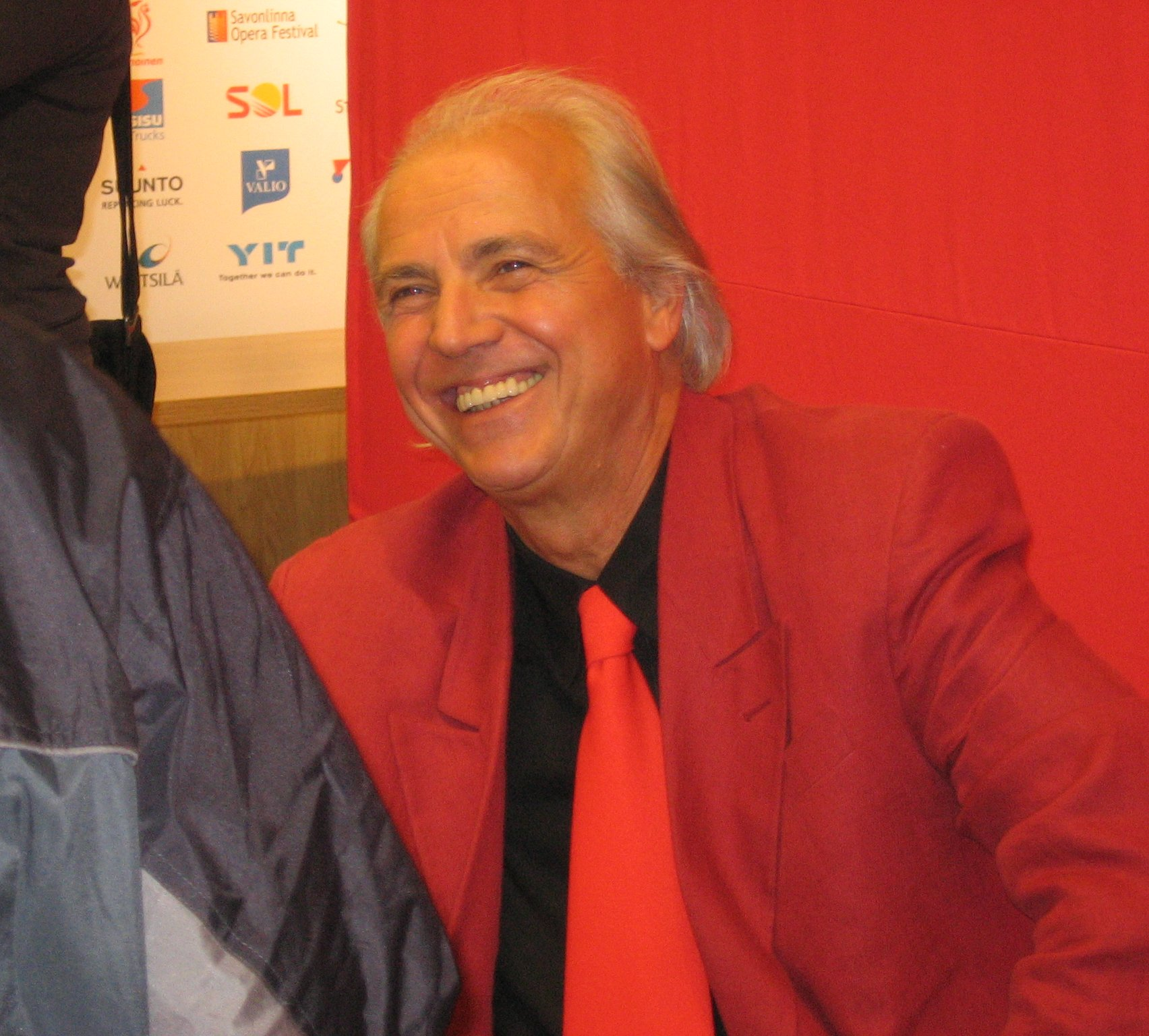
Marco Rota

Marco Rota (* 18. September 1942 in Mailand) ist ein italienischer Zeichner von Disney-Comics, speziell solchen mit Donald Duck.

## Leben
Als Rota noch ein Baby war, musste seine Mutter aufgrund des Zweiten Weltkriegs mit ihm und seinem Bruder aus Mailand nach Pavua fliehen. Bereits als Kind machte sich seine besondere Gabe – nämlich die des Zeichnens – bemerkbar, so las er nicht nur Comics, sondern zeichnete sie auch selbst. Seine Lieblingscomics waren immer Disneystorys gewesen, gerade die von Carl Barks.
Als Rota noch sehr jung war, hatte er bereits in zwei Studios gearbeitet, in denen Animationsfilme gedreht wurden – "Pagot Film" und "Picardo Film", beide ansässig in Mailand. Seine offizielle Comic-Karriere zeigt als ersten Punkt veröffentlichte Comics im Jahre 1958, der Verlag Dardo wurde auf ihn aufmerksam und stellte ihn 1959 an. Steve Morgan – der Trapper, sein eigener und selbstgeschriebener Comic, wurde jede Woche auf den letzten vier Seiten der Comic-Zeitschrift Captain Miki gedruckt. Zwei Jahre später verließ er Dardo, er arbeitete zunächst als Freelancer für den aus Frankreich stammenden Comic Rock – The Invisible Man und machte zur gleichen Zeit auch Illustrationen für Mondadori.
Daraufhin bekam Rota einen Job in den italienischen Disney-Studios (die damals bei Mondadori waren). In den Jahren 1963 bis 1966 arbeitete er dort sowohl als Redakteur als auch als Zeichner von Superman- und Batman-Geschichten. 1971 zeichnete Marco Rota seine erste Disney-Geschichte mit dem Titel Mickey Mouse and the Tiger with the Bow, die Geschichte Uncle Scrooge and The Money Ocean wurde als erste von ihm geschrieben und gezeichnet. Ab 1973 war Marco Rota Artdirector des Disney-Studios von Mondadori, was er bis 1988 blieb. Nach eigenen Angaben fehlte ihm bei diesem Job seine künstlerische Freiheit, da er seine Aktionen nie selbst entscheiden durfte. Auch seine beiden Chefs Mario Gentilini (1973 bis 1980) und Gaudenzio Capelli (1980 bis 1988) waren nach seinen Aussagen zu oft anderer Ansichten und mit seiner Philosophie vom graphischen Erzählen hatte er bei seinen Mitarbeitern eher unfruchtbaren Boden gefunden, weshalb er in diesem Aspekt auch nur wenig hat bewirken können.

„Ich habe damals – um den Kollegen das verständlich zu machen oder um ihnen die Bedeutung zu vermitteln – viel über die Philosophie graphischen Erzählens gesprochen, die der Arbeit von Barks, Gottfredson, Al Taliaferro, Paul Murry und auch der Italiener Romano Scarpa und Giovan Battista Carpi zugrunde lag. Leider war es angesichts meiner begrenzten Handlungsfreiheit eine ziemlich schwierige Aufgabe, unter diesen Bedingungen anzuleiten und zu entwickeln.“

1988 übernahm Disney selbst die Veröffentlichungen in Italien. Nach Rotas Angaben wollte der Herausgeber der Comics unter Mondadori und sein langjähriger Freund Gaudenzio Capelli nicht, dass er einen Posten als Redakteur bei Disney bekam – Capelli selbst war auch bei der neuen Firma noch immer Herausgeber. Es war für Rota eine herbe Enttäuschung, als sein eigentlicher „Freund“ mit den oberen Posten in Mailand redete und verhinderte, dass Rota ihm an seinen neuen Arbeitsplatz folgte. Der Betrogene hält eine gewisse Eifersucht im kreativen Bereich oder die Angst vor dem Verlieren der eigenen Stellung an den Begabteren für mögliche Antriebsgründe. Auf Nachfragen erwiderte Capelli:

„Er wollte nicht mit mir nach Mailand kommen! Er wollte lieber bei Mondadori bleiben!“

Auf einige spätere Anfragen des ehemaligen Freundes um einige Disneyprojekte antwortete Rota entschieden ablehnend. Eigentlich wollte er nie mehr Disneycomics zeichnen, doch dann kam Egmont ins Spiel.
Die Zusammenarbeit des Zeichners mit dem dänischen Comicverlag Egmont begann 1986, als die ECN-Redakteure ihn dazu überreden konnten, das Pilotalbum für eine neue Serie zu schreiben und zu zeichnen: Donald Duck und die Zeit-Maschine. Später wurde vereinbart, dass Marco Rota auf einer regelmäßigeren Grundlage für ECN arbeiten sollte.
Diese gesamte Entwicklung zog eine gewisse Popularität in Comickreisen nach sich. So war es ihm möglich, 1965 in seiner Geburtsstadt Walt Disney und zehn Jahre später in Burbank, Kalifornien, Floyd Gottfredson sowie Carl Barks zu treffen. Spätestens seit etwa 1990 ist Rota neben Don Rosa, Vicar und William van Horn wohl einer der bekanntesten lebenden Disneyzeichner.
1996 wurde ihm durch den Bürgermeister von Varigotti an der ligurischen Küste für eine seiner Geschichten, die dort spielt, die Ehrenbürgerschaft überreicht. Der Comic von 1983 trägt den Titel Night of the Saracen.
Marco Rota lebt heute mit seiner Frau, seinem Sohn, einer Katze und neun Schildkröten in einem kleinen Dorf am Po in Italien.

## Zeichen- und Geschichtenstil
Rota-Storys überzeugen mit vielen Details und Hintergründen teilweise bombastischen Ausmaßes. Dabei ist der Fokus jedoch im Gegensatz zu beispielsweise Don-Rosa-Zeichnungen deutlich stärker puristisch geprägt und liegt damit auf der Haupthandlung. Trotz des Ausmaßes sind in den hinteren Ebenen selten Gags versteckt, sie sind sogar größtenteils vereinfacht beziehungsweise reduziert dargestellt. Hierdurch ergibt sich ein Anblick, der dem Impressionismus entfernt ähnelt. Seine Enten zeigen sich mit höherem und schmalerem Kopf als allgemein üblich.
Rotas Zeichenstil ist sehr filigran und beruht auf einer großen Harmonie in den Bildern. Kontrast verwendet er äußerst selten, stattdessen fließen die Zeichnungen wie in einem gut inszenierten Bild ineinander. Er gilt als einer der bestausgebildetsten und talentiertesten derzeitigen Disneyzeichner.

„Ich gäbe alles dafür, so wunderbar zeichnen zu können wie Marco Rota!“

Sein grundsätzlicher Zeichenstil zeigt sich geprägt von Floyd Gottfredson, Paul Murry und Al Taliaferro, aber vor allem Carl Barks. Im Erzählstil prägt er dagegen eine ganz eigene Richtung.

## Rotas berühmteste Schöpfung
Donegal Duck (manchmal auch Sir Donald McDuck, ital. Mac Paperin, engl. Andold "Wild Duck" Temerary), Rotas wohl bekannteste Comicfigur, hält auf Burg Angus in Nord-Kaledonien die Stellung des Kommandanten. Seine Burg wird dauerhaft durch wilde Rotten belagert, sein bester Kumpan ist dabei Klein-Kieran (engl. Little Crack).
Abenteuer mit Donegal Duck
- Mission Impossible (= Dem Tapferen schlägt keine Stunde, 14 Seiten)
- Das Amulett der Wikinger (16 Seiten)
- Allein unter Wikingern (12 Seiten)
- Künstler oder Kämpfer (14 Seiten)
- Kampf um Burg Angus (15 Seiten)